# رونالد كوس

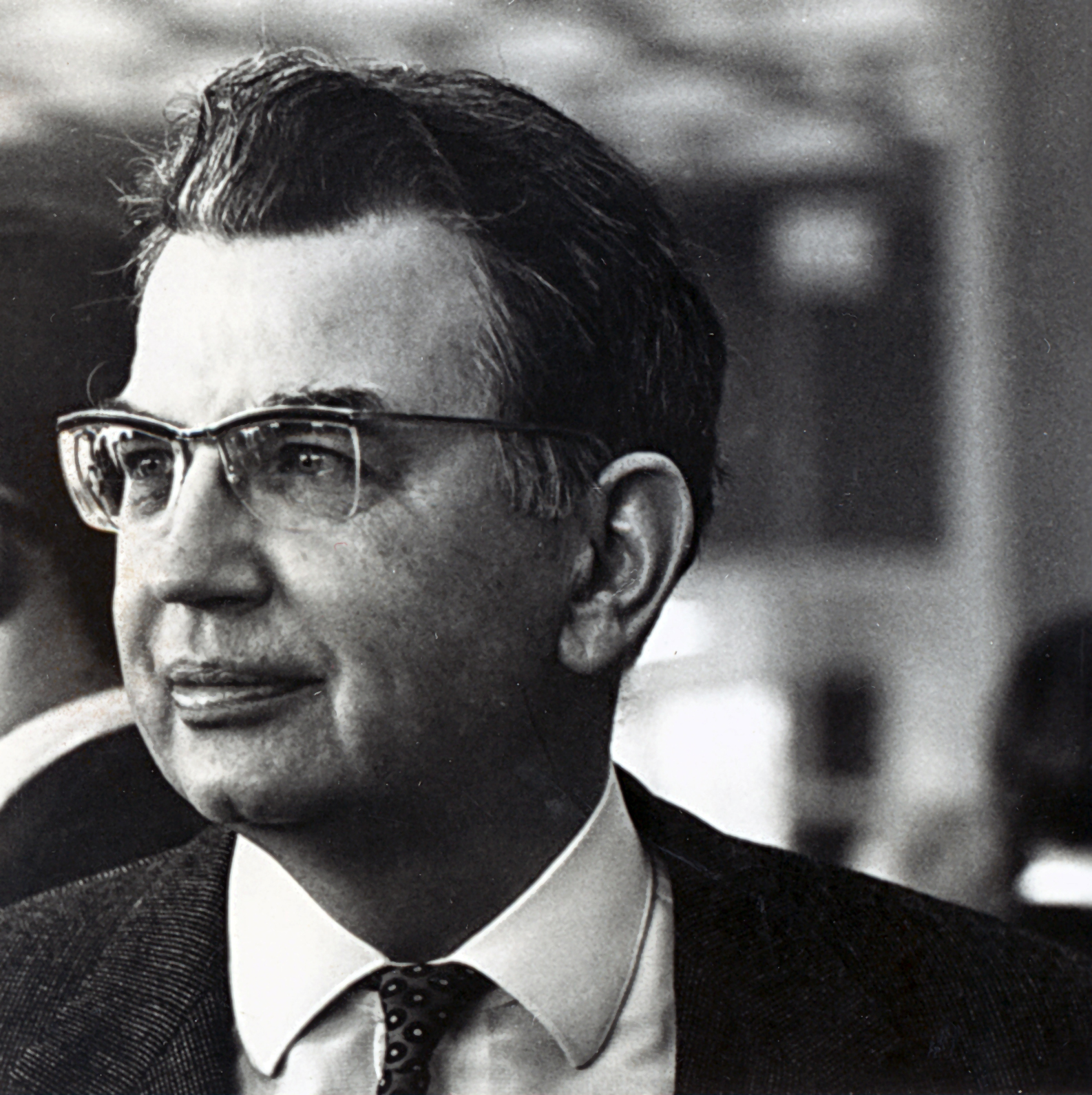
رونالد كواس

رونالد هاري كوس (بالإنجليزية: Ronald Harry Coase)‏ (29 ديسمبر 1910 - 2 سبتمبر 2013)، كان اقتصاديًا ومؤلفًا بريطانيًا وأستاذًا في الاقتصاد في كلية الحقوق بجامعة شيكاغو، حيث وصل عام 1964 وعاش لبقية حياته. حصل على جائزة نوبل في العلوم الاقتصادية عام 1991.
أثبت كوس، الذي اعتقد أن على الاقتصاديين دراسة الأسواق الحقيقية وليس النظرية، أن الشركات وسيلة لدفع تكاليف تشغيل السوق. يشتهر كوس بمقالين على وجه الخصوص: «طبيعة الشركة» المنشور عام 1937، والذي يقدم مفهوم تكاليف المعاملات لشرح طبيعة الشركات وحدودها، و «مشكلة التكلفة الاجتماعية» المكتوب عام 1960، الذي يشير إلى أن حقوق الملكية المحددة بشكل جيد يمكن أن تتغلب على مشكلات العوامل الخارجية (انظر نظرية كوس). إضافة إلى ذلك، فإن مقاربة كوس لتكاليف المعاملات مؤثرة في الاقتصاد التنظيمي الحديث، وقد أعاد أوليفر ويليامسون تقديمه.

## سيرة حياته

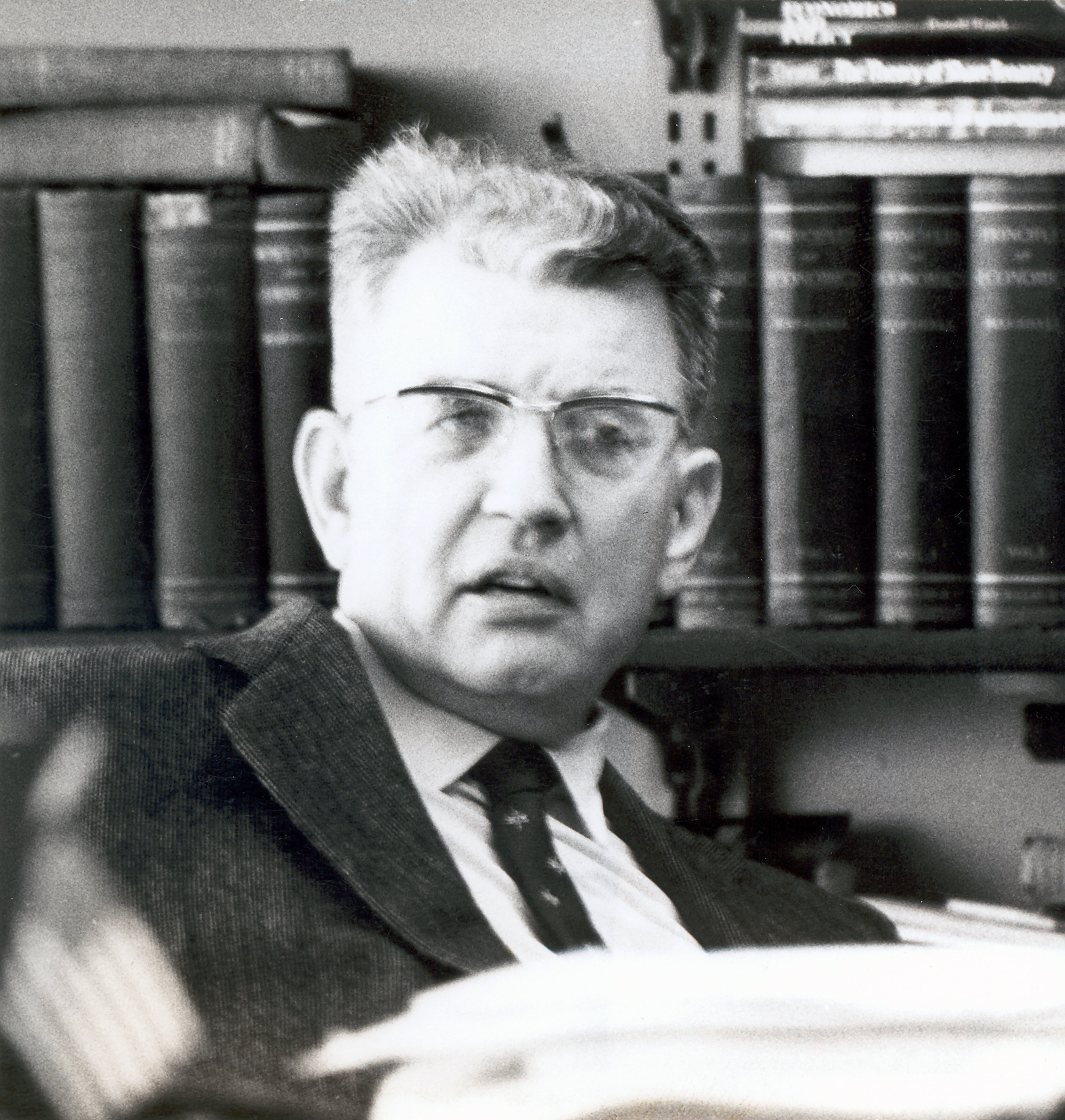
رونالد كوس

ولد رونالد هاري كوس في ويليسدين، إحدى ضواحي لندن، يوم 29 ديسمبر من العام 1910. كان والده هنري جوزيف كوس (1884-1973) يعمل على التليغراف في مكتب البريد، وكذلك والدته روزالي إليزابيث كوس (جايلز قبل الزواج؛ 1882 - 1972) قبل زواجها. عندما كان طفلًا، عانى كوس من ضعف في ساقيه، وكان مطلوبًا منه ارتداء قضبان حديدية. بسبب هذه المشكلة، التحق بمدرسة للمصابين بعيوب جسدية. في سن الثانية عشرة، كان قادرًا على الحصول على منحة خوّلته الدخول إلى مدرسة كيلبورن للقواعد. في كيلبورن، درس الامتحان المتوسط بجامعة لندن طالبًا خارجيًا في 1927-1929. تزوج كوس بماريون روث هارتونج من شيكاغو، إلينوي في ويليسدين، إنجلترا، يوم 7 أغسطس من العام 1937. على الرغم من أنهما لم يتمكنا من الإنجاب، إلا انهما بقيا متزوجين لـ75 عامًا حتى وفاة ماريون عام 2012.
درس كوس في كلية لندن للاقتصاد، حيث شارك بدورات مع ارنولد بلانت، وحصل على درجة البكالوريوس في التجارة عام 1932. خلال دراساته الجامعية، حاز كوس على منحة السير إيرنست كاسل التي تمنحها جامعة لندن. استخدم المنحة لزيارة جامعة شيكاغو في 1931-1932 ودرس مع فرانك نايت وجايكوب فينر. أعلن زملاء كوس لاحقًا أنهم لا يتذكرون هذه الزيارة الأولى. بين عامي 1932-1934، كان كوس محاضرًا مساعدًا في كلية دندي للاقتصاد والتجارة، التي أصبحت فيما بعد جزءًا من جامعة دندي. في وقت لاحق، أصبح كوس محاضرًا مساعدًا في التجارة في جامعة ليفربول بين عامي 1934 و1935 قبل أن يعود إلى كلية لندن للاقتصاد عضوًا في هيئة التدريس حتى عام 1951. بدأ العمل بعدها في الجامعة في بوفالو واحتفظ بجنسيته البريطانية بعد انتقاله إلى الولايات المتحدة خلال الخمسينيات. انتقل كوس في عام 1958 إلى جامعة فرجينيا. استقر في جامعة شيكاغو عام 1964 وأصبح محررًا مشاركًا لمجلة القانون والاقتصاد مع آرون دايركتر، كما كان لبعض الوقت أمينًا لجمعية فيلادلفيا. حصل على جائزة نوبل في الاقتصاد عام 1991.
مع اقتراب عيد ميلاده المئة، كان كوس يعمل على كتاب يتعلق بصعود اقتصادات الصين وفيتنام. في مقابلة أجريت معه، أوضح كوس مهمة جمعية كوس تشاينا ورؤيته للاقتصاد الصيني والدور الذي سيلعبه الاقتصاديون الصينيون. تحولت المقابلة كتابًا بعنوان «كيف أصبحت الصين رأسمالية» نشر عام 2012 وشارك في تأليفه نينغ وانغ. كُرِّم كوس وحصل على دكتوراه فخرية من قسم لاقتصاد في جامعة بافالو في مايو من العام 2012.
توفي كوس في شيكاغو في 2 سبتمبر من العام 2013 عن عمر يبلغ 102 عامًا. توفيت زوجته في 17 أكتوبر 2012. أشادت جميع الأطياف السياسية به، فوصفته مجلة «سليت» بأنه «واحد من أكثر الاقتصاديين تميزًا في العالم»، وأطلقت عليه مجلة فوربس «أعظم خبراء الاقتصاد في جامعة شيكاغو العظيمة». وصفت صحيفة واشنطن بوست عمله على مدى ثمانية عقود بأنه «يستحيل تلخيصه» وأوصت بقراءة خمس من أوراقه.

## روابط خارجية
- رونالد كوس على موقع الموسوعة البريطانية (الإنجليزية)
- رونالد كوس على موقع مونزينجر (الألمانية)
- رونالد كوس على موقع إن إن دي بي (الإنجليزية)